# 関理恵子
関 利恵子（せき りえこ）は、日本の会計学者。信州大学経法学部教授。専門分野は会計学、経営学。特に、管理会計、経営分析、環境管理会計。

## 略歴

### 学歴
- 1997年 明治大学 博士前期 経営学研究科 修了
- 2000年 明治大学 博士後期 経営学研究科 単位取得満期退学
- 2008年 明治大学 博士（経営学）[1]

### 職歴
- 2003年  信州大学　経済学部 准教授

## 主な著書
- 森久・長吉眞一・浅野千鶴・石川文子・蒋飛鴻・関利恵子『企業簿記論』創成社 2010(Mar.)
- 関利恵子『利益調整と企業価値』森山書店 2009(Sep.)
- 森久・関利恵子・長野史麻・徳山英邦・蒋飛鴻『財務分析からの会計学』森山書店 2008(Apr.)

### 主な論文
- 関利恵子「長野県中小企業三社における環境管理会計手法の導入に関する実態調査　マテリアルフローコスト会計の導入成果と活用可能性」『会計』 2011(Mar.)
- 関利恵子 博士学位請求論文「会計数値の企業価値関連性に関する利益調整の影響についての研究」明治大学 2008(Dec.)